# Jakob Schubert
Jakob Schubert (Innsbruck, 31 dicembre 1990) è un arrampicatore austriaco.
Pratica le competizioni di difficoltà e boulder, l'arrampicata in falesia e il bouldering.

## Biografia
Ha iniziato ad arrampicare nel 2003 a dodici anni. Dal 2004 ha partecipato alla Coppa Europa giovanile e ai Campionati del mondo giovanili. Dal 2007 gareggia nella Coppa del mondo di arrampicata, prima nella lead e poi anche nel boulder.
Dopo quattro anni di apprendistato sempre in miglioramento, 26° nel 2007, 7° nel 2008, 4° nel 2009, 2° nel 2010, nel 2011 ha raggiunto un altissimo stato di forma: ha conquistato la medaglia d'argento al Campionato del mondo di arrampicata 2011 ad Arco e ha vinto la Coppa del mondo di arrampicata 2011 nella lead vincendo sette tappe consecutive, superando il precedente record di sei vittorie consecutive di Alexandre Chabot nella stagione 2002.
Dopo la Coppa del mondo del 2011, nel 2012 ha conquistato anche la medaglia d'oro al Campionato del mondo di arrampicata 2012 a Parigi.
Nonostante la specialità lead rimanga la sua disciplina principale, nel 2012 ha partecipato a tutte le tappe di boulder della Coppa del mondo, pure con ottimi risultati: ha raggiunto il turno di finale in cinque delle sei gare della stagione, è salito due volte sul podio (un primo e un terzo posto) e ha concluso in terza posizione nella classifica generale.
Oltre al terzo posto nel boulder, nel 2012 ha ottenuto anche il terzo posto finale nella specialità lead, risultato su cui ha influito la squalifica nella gara di Puurs, per aver guardato l'ora sul cellulare nell'area di isolamento, essendo l'utilizzo di qualunque mezzo di comunicazione vietato dal regolamento in questa zona.
Ai campionati del mondo del 2014 si è posizionato quinto nella specialità lead.

## Palmarès

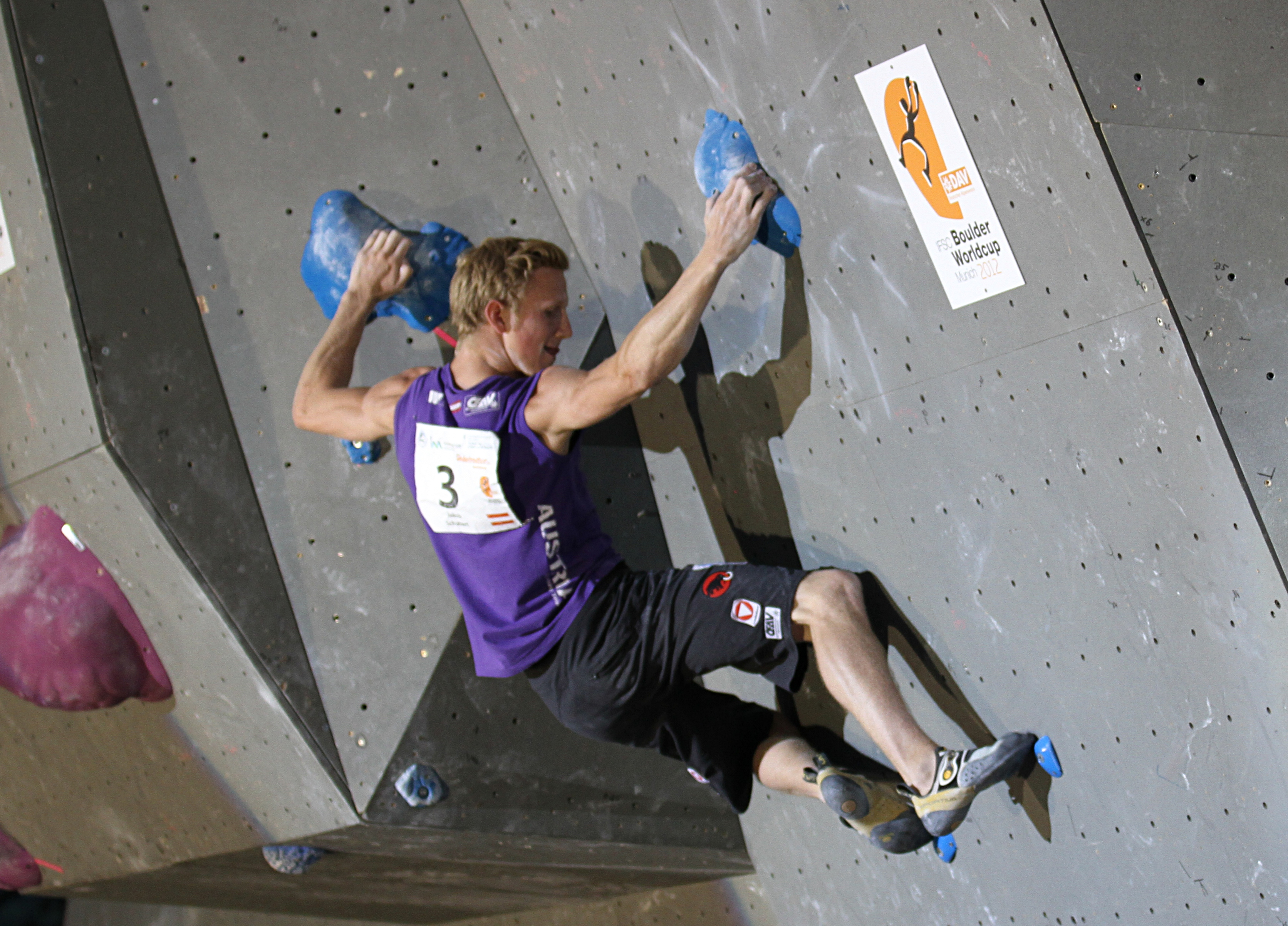
Jakob Schubert a Monaco nell'ultima prova di boulder della Coppa del mondo di arrampicata 2012.

- Giochi olimpici

Tokyo 2020:  Bronzo nella lead maschile.
Parigi 2024:  Bronzo nella lead maschile.

### Coppa del mondo
|            | 2007 | 2008 | 2009 | 2010 | 2011 | 2012 | 2013 | 2014 | 2015 | 2016 |
| ---------- | ---- | ---- | ---- | ---- | ---- | ---- | ---- | ---- | ---- | ---- |
| Lead       | 26   | 7    | 4    | 2    | 1    | 3    | 2    | 1    | 3    | 2    |
| Bouldering |      |      | 60   | 65   | 19   | 3    | 2    | -    | 25   | 23   |
| Speed      | -    | -    | -    | -    | -    | 43   | 59   | -    | -    | -    |
| Combined   | -    | -    | 4    | 2    | 1    | 1    | 1    | -    | 4    | 2    |

### Campionato del mondo
|      | 2009 | 2011 | 2012 | 2014 |
| ---- | ---- | ---- | ---- | ---- |
| Lead | 26   | 2    | 1    | 5    |

## Statistiche

### Podi in Coppa del mondo lead
| Stagione | 1º | 2º | 3º | Podi totali |
| -------- | -- | -- | -- | ----------- |
| 2008     |    | 1  |    | 1           |
| 2009     | 1  |    | 1  | 2           |
| 2010     | 1  | 2  | 1  | 4           |
| 2011     | 7  | 1  | 1  | 9           |
| 2012     | 1  | 3  | 1  | 5           |
| 2013     | 2  | 2  | 1  | 5           |
| 2014     | 2  | 1  | 2  | 5           |
| Totale   | 14 | 10 | 7  | 31          |

### Podi in Coppa del mondo boulder
| Stagione | 1º | 2º | 3º | Podi totali |
| -------- | -- | -- | -- | ----------- |
| 2011     |    | 1  |    | 1           |
| 2012     | 1  |    | 1  | 2           |
| 2013     | 1  | 1  | 1  | 3           |
| Totale   | 2  | 2  | 2  | 6           |

## Falesia

### Lavorato
- 9c/5.15d: 
  - B.I.G. – Flatanger (Norway) – 20 settembre 2023 - Prima salita[7]
- 9b+/5.15c:
  - Perfecto Mundo – Margalef (ESP) – 9 novembre 2019 – Terza salita della via di Chris Sharma e liberata da Alex Megos[8]
- 9b/5.15b:
  - Fight or flight - Oliana (ESP) - 31 dicembre 2014 - Terza salita della via di Chris Sharma del 2011[9]
- 9a+/5.15a:
  - Papichulo - Oliana (ESP) - 27 aprile 2011 - Sesta salita della via di Chris Sharma del 2008[10]
- 9a/5.14d:
  - Direct open your mind - Santa Linya - 3 gennaio 2013
  - Fuck the System - Santa Linya - 2 gennaio 2013[11]
  - Analogica Natural - Santa Linya - 2 gennaio 2013[11]
  - Seleccio Natural - Santa Linya - 28 dicembre 2012
  - Ciudad de Dios - Santa Linya - 24 dicembre 2012
  - Martin Krpan - Mišja Peč (SLO) - 21 novembre 2011[12]
  - Hades - Nassereith / Götterwand (AUT) - 30 maggio 2010 - Via di Andreas Bindhammer del 2008[13]
  - Underground - Massone (ITA) - 30 marzo 2010 - Via di Manfred Stuffer del 1998

### A vista
- 8c/5.14b:
  - Aitzol - Margalef (ESP) - 23 aprile 2011[14]